# MV 상치
상치(Sangchi)는 2008년 건조된 파나마 국적의 유조선으로 이란 국영 유조선사인 NITC에서 운영하였다. 상치는 이전에는 사만(Saman, 2008), 세피드(Sepid, 2008-2012), 가르데니아(Gardenia, 2012), 시호스(Seahorse, 2012-2013) 등의 이름으로 운영되었다.
상치는 콘덴세이트를 싣고 대한민국으로 향하던 중 2018년 1월 6일 상하이 부근에서 홍콩 국적 CF 크리스탈과 충돌하여 화재가 발생했고, 폭발이 있은 수일 후인 2018년 1월 14일 침몰했다. 승선했던 32명의 승무원 중 3명이 해상과 구명정에서 발견되었고, 나머지 승무원도 사망한 것으로 추정되었다.